# Андрија Раковић
Раковић Зарије Андрија (Курикуће, Беране, 1921 — ушће Ибра, 30. март 1944) био је земљорадник, црногорски борац НОБ-а.
Члан СКОЈ од 1943, а КПЈ од 1944.. У НОБ од 1943, а до 2. маја 1943.. борац и водник у 4. батаљону. Погинуо је 30. марта 1944. на ушћу Ибра као бомбаш.

## Оломак из књиге ,, Четврта пролетерска"
(....)-Јуриш! Ура-а-а! Напријед!Другови!
И одједампут овај глас напречац прекиде-у зма-ху, у заносу изгуби се... Рафал је пресјекао Ива Фатића, једног од најољих бораца батаљона. Прва наша жртва и ненадокнадив губитак у тој борби. Сјећаће ге се сви другови који су били када долазили с њим у додиру, а нарочото оним којима је друговао. Мало затим, на ивици рова падне бомбаш Миљан Гојковић, а недалеко од њега упадајући у рову погинуо и водник Андрија Раковић. Сва тројица су била чланови КПЈ. Али, као по неком правила, погибијун другова удостручава снаге. Јуриш је постао још жешћи. Непријарељ је протјерао из другог реда ровова, па ипак се грчевито држи на коти 471. До тог положаја као да му највише стало. Покушава нова противнапада. Издигао се, али му је ријеч стала у грлу. Његов глас неће више познавати на убиство народних бораца ; пао је смртно погођен. (.....)